# Kirkor Canbazyan
Kirkor Canbazyan (* 9. März 1912; † 7. Juli 2002 in Buenos Aires) war ein türkischer Radrennfahrer.

## Sportliche Laufbahn
Canbazyan war armenischer Abstammung. Er war im Straßenradsport aktiv und Teilnehmer der Olympischen Sommerspiele 1936 in Berlin. Im olympischen Straßenrennen kam er nicht ins Ziel. Die türkische Mannschaft mit Orhan Suda, Talat Tunçalp, Kazım Bingen und Kirkor Canbazyan kam nicht in die Mannschaftswertung. Er nahm an der Internationalen Deutschland-Rundfahrt 1938 teil, kam aber nicht ins Ziel.
Canbazyan übersiedelte 1943 nach Brasilien und später nach Argentinien, wo er ein Hotel eröffnete und einige Boutiquen und Diskotheken führte.